# دهستان کوهدشت شمالی
دهستان کوهدشت شمالی نام دهستانی در بخش مرکزی شهرستان کوهدشت، استان لرستان در ایران است. براساس سرشماری مرکز آمار ایران در سال ۱۳۸۵، جمعیت آن ۷۱۸۳ نفر (۱۳۷۷ خانوار) بوده‌است.